# Bergsjö landskommun
Bergsjö landskommun var en tidigare kommun i Gävleborgs län. Centralort var Bergsjö.

## Administrativ historik
Bergsjö landskommun inrättades den 1 januari 1863 i Bergsjö socken i Hälsingland  när 1862 års kommunalförordningar trädde i kraft. Kommunen förblev opåverkad av kommunreformen 1952.
Den 1 januari 1954 överfördes till Bergsjö landskommun och församling från Harmångers landskommun och Ilsbo församling överfördes ett obebott område omfattande en areal av 0,02 km², varav allt land. Samma datum överfördes till Bergsjö landskommun och församling från Harmångers landskommun och Jättendals församling ett obebott område omfattande en areal av 0,03 km², varav allt land.
Den 1 januari 1955 överfördes till Harmångers landskommun och Jättendals församling till Bergsjö landskommun och församling ett obebott område (Ungrick 1:7, 2:11 och 4:7) omfattande en areal av 0,01 km², varav allt land.
Den 1 januari 1971 infördes enhetlig kommuntyp och Bergsjö landskommun ombildades därmed, utan någon territoriell förändring, till Bergsjö kommun. Tre år senare blev dock kommunen en del av den nya Nordanstigs kommun.
Kommunkoden 1952–73 var 2134.

### Kyrklig tillhörighet
I kyrkligt hänseende tillhörde kommunen Bergsjö församling.

## Kommunvapnet
Blasonering: I fält av guld en stående man i rustning hållande ett svärd med böjd klinga, allt svart.
Detta vapen fastställdes av Kungl. Maj:t den 1 april 1966. Se artikeln om Nordanstigs kommunvapen för mer information.

## Geografi
Bergsjö landskommun omfattade den 1 januari 1952 en areal av 381,70 km², varav 348,70 km² land. Efter nymätningar och arealberäkningar samt områdesöverföringar färdiga den 1 januari 1961 omfattade landskommunen samma datum en areal av 381,83 km², varav 350,89 km² land.

### Tätorter i kommunen 1960
I Bergsjö landskommun fanns tätorten Bergsjö, som hade 768 invånare den 1 november 1960. Tätortsgraden i kommunen var då 23,1 procent.

## Politik

### Mandatfördelningen i valen 1938-1970
| 3 | 10 | 6 | 5 |  |

| 23 |

| 4 | 8 | 7 | 5 |  |

| 24 |

| 4 | 7 | 9 | 4 |  |

| 23 |

| 3 | 9 | 8 | 4 |  |

| 23 |

| 3 | 9 | 8 | 3 | 2 |

| 22 |

| 2 | 7 | 12 | 2 | 2 |

| 23 |

| 2 | 9 | 10 | 3 |  |

| 22 |

| 3 | 7 | 10 | 3 | 2 |

| 22 |

| 3 | 9 | 10 | 2 |  |

| 22 |

### Fotnoter
1. ↑  Per Andersson: Sveriges kommunindelning 1863-1993, Draking, Mjölby 1993, ISBN 91-87784-05-X, s. 89
2. 1 2 3   ( PDF) Folkräkningen den 1 november 1960, I, Folkmängd inom kommuner och församlingar efter kön, ålder, civilstånd m.m.. Stockholm: Statistiska centralbyrån. 1961. sid. 54 & 203-204. Arkiverad från originalet den 15 juli 2015. https://www.webcitation.org/6a1zkRbkC?url=http://www.scb.se/Grupp/Hitta_statistik/Historisk_statistik/_Dokument/SOS/Folkrakningen_1960_01.pdf. Läst 16 november 2017 Arkiverad 14 oktober 2013 hämtat från the Wayback Machine.
3. ↑  ”Svenska Heraldiska Föreningens vapendatabas”. Arkiverad från originalet den 18 oktober 2012. https://web.archive.org/web/20121018011750/http://databas.heraldik.se/index.php. Läst 7 januari 2011.
4. ↑   (PDF) Folkräkningen den 31 december 1950, I, Areal och folkmängd inom särskilda förvaltningsområden m.m., Tätorter. Stockholm: Statistiska centralbyrån. 1952-05-19. sid. 105. Arkiverad från originalet den 1 oktober 2014. https://www.webcitation.org/6T09ZkyrB?url=http://www.scb.se/Grupp/Hitta_statistik/Historisk_statistik/_Dokument/SOS/Folkrakningen_1950_1.pdf. Läst 9 oktober 2014 Arkiverad 29 oktober 2013 hämtat från the Wayback Machine.
5. ↑   ( PDF) Folkräkningen den 1 november 1960, II, Folkmängd inom tätorter efter kön, ålder och civilstånd.. Stockholm: Statistiska centralbyrån. 1961. sid. 27. Arkiverad från originalet den 29 juni 2015. https://www.webcitation.org/6ZeEB9Ija?url=http://www.scb.se/Grupp/Hitta_statistik/Historisk_statistik/_Dokument/SOS/Folkrakningen_1960_02.pdf. Läst 16 november 2017 Arkiverad 24 september 2015 hämtat från the Wayback Machine.

- Se kartdata överlagrat på OSM (Kartdata)